# Natalia Klioutchareva
Natalia Klioutchareva (en russe : Наталья Ключарева), née en 1981 à Perm, est une romancière et poétesse russe.

## Carrière
Natalia Klioutchareva étudie la philologie à l'université de pédagogie de Iaroslavl. Depuis ses études secondaires elle écrit des poèmes et des nouvelles. Elle débute comme journaliste pour la télévision de Iaroslavl, puis elle s'installe à Joutchki, près de Moscou où elle travaille pour l'éditeur 1er septembre (Первое сентября) et collabore régulièrement avec la revue Novy Mir.
En 2006, elle sort son premier recueil de poésie : Belye pionnery (russe : Белые пионеры). En 2007, elle reçoit le prix Iouri Kazakov pour l'une de ses nouvelles.
En 2008, elle est remarquée pour son premier roman Un train nommé Russie (russe : Общий вагон) qui avait été pré-publié dans la revue Novy Mir.
Natalia Klioutchareva écrit de la prose et de la poésie. Elle a écrit plusieurs livres et pour diverses revues. Ses écrits abordent les problèmes sociaux de la Russie d'aujourd'hui, en particulier dans les zones rurales.
Ses écrits sont inspirés par les grands auteurs classiques russes comme Anton Tchekhov.

### Traduits en français
- 2008, Un train nommé Russie (russe : Россия: общий вагон),  Actes Sud,  (ISBN 978-2742785407)

### En langue russe
- 2006, Pionniers blancs (russe : Белые пионеры), ARGO-RISK,  (ISBN 5-94128-116-1)
- 2009, SOS! , (russe : SOS!), SPB: Limbus Press,  (ISBN 978-5-8370-0480-3)
- 2010, Le village des fous (russe : Деревня дураков), Astrel, ACT,  (ISBN 978-5-271-28371-0)